# Anmary
Linda Amantova (3 de marzo de 1980), más conocida como Anmary, es una cantante y profesora de canto letona que ganó la selección nacional para representar a su país en el Festival de la Canción de Eurovisión 2012, celebrado en Bakú (Azerbaiyán) en mayo de 2012, cuando interpretó la canción «Beautiful Song». Participó en la primera semifinal celebrada el 22 de mayo de 2012, pero no logró clasificar a la final.
Se graduó en la Academia Letona de Música Jāzeps Vītols. Se dio a conocer en 2003 al participar en el talent show Talantu Fabrika 2, donde obtuvo el segundo puesto.